# Impatiens steenisii
Impatiens steenisii är en balsaminväxtart som beskrevs av C. Grey-wilson. Impatiens steenisii ingår i släktet balsaminer, och familjen balsaminväxter. Inga underarter finns listade i Catalogue of Life.